# .sz
.sz je vrhovna internetska domena (country code top-level domain - ccTLD) za Esvatini. Domenom upravlja SISPA.

## Vanjske poveznice
- Informacije o domeni .sz na stranicama IANA-e